# Markovič
Markovič je 182. najbolj pogost priimek v Sloveniji, ki ga je po podatkih Statističnega urada Republike Slovenije na dan 31. decembra 2007 uporabljalo 958 oseb ter na dan 1. januarja 2010 pa 962 oseb.
- Andrej  Markovič (1976—2000), alpinist
- Anže Markovič (*1985), hokejist
- Jelena Markovič (*1945), baletna plesalka, pedagoginja in koerografka
- Lojze (Zvonko) Markovič (1915—?), sindikalist in politik
- Marko Markovič (*1985), košarkar (mdr. v Nemčiji in na Češkem)
- Matej Markovič, ekstremni športnik - ultratriatlonec
- Mina Markovič (*1987), športna plezalka
- Mitja Markovič, rimskokatoliški duhovnik
- Mojca Markovič (*1979), košarkarica
- Manja Markovič (*1996), slikarka
- Nataša Markovič (*1978), novinarka
- Niko Markovič, rokometni trener
- Olga Markovič Novak (1938—2003), kulinaričarka/gastronomka, strokovna učiteljica
- Peter Markovič (1866—1929), slikar
- Rene Markovič (*1985), fizik
- Saša (Aleksandra) Markovič Predan (*1943), zdravnica internistka (in političarka)
- Tanja Markovič Hribernik (*1961), ekonomistka
- Uroš Markovič - Ulin, jamar
- Vladimir Markovič, izumitelj
- Wolfgang Bruno Markovič, meliorator ljubljanskega barja
- Zvezdan Markovič (*1970), vojaški zgodovinar in muzealec